# Homalothecium integerrimum
Homalothecium integerrimum är en bladmossart som beskrevs av Hugh Neville Dixon 1930. Homalothecium integerrimum ingår i släktet lockmossor, och familjen Brachytheciaceae. Inga underarter finns listade i Catalogue of Life.